# 兰州中川国际机场
蘭州中川國際機場是一個位於中华人民共和国甘肅省蘭州市皋兰县中川镇的民用機場，定位为国内干线机场、西北支线枢纽和欧亚航路Ⅰ级国际备降机场，机场飞行区等级4E。2014年，根据《国务院关于同意兰州航空口岸扩大对外籍飞机开放的批复》，经报请民航局、省政府批准后，“兰州中川机场”更名为“兰州中川国际机场”，正式成为国际航空口岸。截至2019年12月，机场运营航空公司达到43家，驻场运力达到29架，国内外通航点达到119座，客运航线达到212条。

## 历史
- 兰州中川国际机场的前身是兰州东岗机场，于1930年2月筹建，1932年5月建成，跑道长1580米，宽30米，为沙石道面，飞行区等级为3C。[5]
- 1949年8月，兰州东岗机场完全停用，航线完全停飞，然后进行升级改造，以保障当年11月中苏民用航空股份公司的成立及首航[6]。
- 1949年12月，西北军区航行处在兰州机场成立。 1950年3月27日，中苏两国政府签订了关于创办民用航空股份公司的协定。根据协定，该公司在7月1日正式成立，下设	北京、沈阳、乌鲁木齐三个航线管理处。兰州站（东岗机场）开始时属于北京航线管理处建制。
- 1952年，兰州站归乌鲁木齐航线管理处管理[7]。
- 1959年4月，兰州新机场（兰州中川国际机场）正式开工，后于1961年下半年因国家经济遭遇困难而停工[6]。
- 1968年1月29日，兰州新机场（兰州中川国际机场）在西槽乡兔墩恢复建设[6][5][8]:292。
- 1970年7月26日，兰州机场首航成功[8]，第一架降落的飞机为伊尔-14，同时，旧机场（兰州东岗机场）民航业务正式停止，改为纯军用机场[5]，1984年停止起降固定翼飞机[9]:9。
- 1997年6月15日，兰州机场一期扩建工程于当日正式开工建设，新建T1航站楼，工程目标为设计年旅客吞吐量260万人次，跑道长3600米，宽60米，飞行区等级为4D，跑道方向为18/36，拥有11座停机位（含8座近机位）[5]。1998年9月30日启用新跑道[9]:24。
- 2001年，兰州机场T1航站楼正式启用。[6]
- 2002年，兰州机场年旅客吞吐量突破100万人次[5]。
- 2006年，甘肃机场集团与海航集团战略重组。
- 2010年10月21日，兰州机场年旅客吞吐量突破300万人次[10]。
- 2010年12月27日，兰州机场二期扩建工程正式开工[11]。
- 2011年6月26日，兰州机场T2航站楼正式开工建设，初步设计批复概算投资14.88亿元[12]。
- 2013年11月18日，兰州机场年旅客吞吐量首次突破500万人次，标志兰州机场正式跻身大型航空港行列[2]。
- 2014年11月25日，兰州中川国际机场二期扩建工程可行性研究报告获得国家发展改革委批复。工程目标按按年飞机起降8.9万架次，高峰小时起降36架次，高峰小时旅客吞吐量4600人次，满足2020年旅客吞吐量1000万人次、货邮吞吐量10万吨的目标设计，总投资15.2322亿元，其中机场工程14.885亿元，扩建后机场飞行区等级为4D。主要建设内容包括：将现跑道和平行滑行道向南延长400米至4000米，新建6条垂直联络道；新建6万平方米的T2航站楼、1.49万平方米的高架桥、局部改造老航站楼；新建4240平方米的货运用房、6300平方米的配套用房；配套建设助航灯光、供电、通信、供水、供热、供冷、雨污水污物处理、消防救援等辅助设施。更新一套8信道天线共用系统，新建3985平方米的空管值班宿舍、搬迁本场全向信标／测距仪台并更新相关设备，配套建设气象、航管设施。敷设1000米机坪管线，安装12套加油栓，扩建航空加油站[13]。
- 2015年1月18日，兰州机场二期扩建工程顺利竣工验收[3]。
- 2015年2月4日，兰州机场T2航站楼正式启用[3]。
- 2016年10月13日，兰州机场跑道延长工程正式启用，跑道长度从3600米延长至4000米，跑道宽度不变，仍为60米，跑道方向不变，仍为18/36，飞行区等级由4D改为4E，支持大型飞机的起降[1]。
- 2016年11月底，兰州中川机场旅客吞吐量完成1000万人次。[14]
- 2017年12月5日，兰州机场年旅客吞吐量突破1201万人次[15]。
- 2018年1月27日，兰州机场全流程人脸识别系统正式启用。[16]
- 2018年底，兰州机场T3航站楼正式开建。[17]
- 2019年12月25日，兰州中川国际机场年旅客吞吐量首次突破1500万人次，年中转旅客量突破100万人次。
- 2020年2月17日，国家发展改革委发布关于兰州中川机场三期扩建工程可行性研究报告的批复，同意实施兰州中川机场三期扩建工程。兰州中川国际机场三期扩建工程2030年规划目标：旅客吞吐量3800万人次、货邮吞吐量30万吨，飞行区等级4E，新建2条长4000米、宽45米的跑道，双向设置I类精密进近系统。在西二跑道和东一跑道之间建设40万平方米T3航站楼及87个机位的站坪、9个机位的除冰坪、27万平方米的综合交通中心，以及货运、航食、消防救援等辅助生产生活设施，配套建设供电、给排水、供热、制冷、供气等设施；新建1座塔台、2100平方米的附属技术用房等的塔台小区，新建包括管制综合楼、动力能源站的总建筑面积2.15万平方米的空管小区；新建2座场面监视雷达、1套多点定位系统，以及航管、通信、气象等设施。新建4座1万立方米的油罐，第二航空加油站、航油综合保障中心及机坪加油管线等，总投资约316.9亿元。[18]
- 2020年9月9日，兰州中川国际场三期扩建工程正式开工建设。
- 2021年9月26日，兰州中川国际机场三期扩建工程空管工程项目正式开工。
- 2022年7月28日，兰州中川国际机场三期扩建工程航站楼混凝土主体结构实现全面封顶，较计划工期提前33天完工。[19]
- 2021年12月28日，兰州中川国际机场三期扩建工程航站楼工程D指廊钢结构屋盖桁架封顶。
- 2023年2月18日，兰州中川国际机场T3航站楼主体结构施工完成。[20]
- 2023年6月25日，中川机场T3航站楼连接线建设项目交工并通过验收。[21]
- 2024年7月31日，中川机场T3航站楼主体工程竣工。[22]
- 2025年3月20日，兰州中川机场T3航站楼转场投运，原有的T1、T2航站楼暂停使用。[23]

## 设施

### 航站楼
T1、T2航站楼暂停使用。

#### T1航站楼

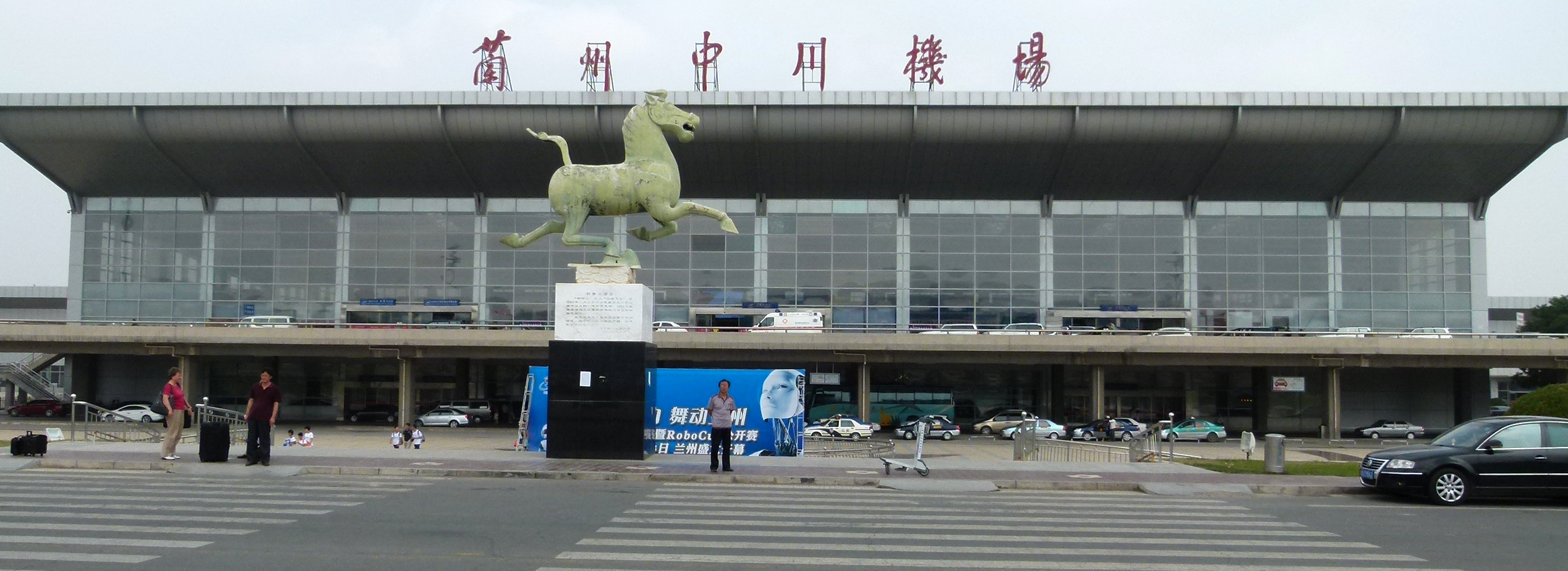
T1航站楼（摄于2018年7月）

T1航站楼呈“T”字形，拥有7座登机桥（原有8座登机桥，2014年因T2航站楼建设需要，拆除108号登机桥，移至T2航站楼），设计年旅客吞吐量为350万人次。

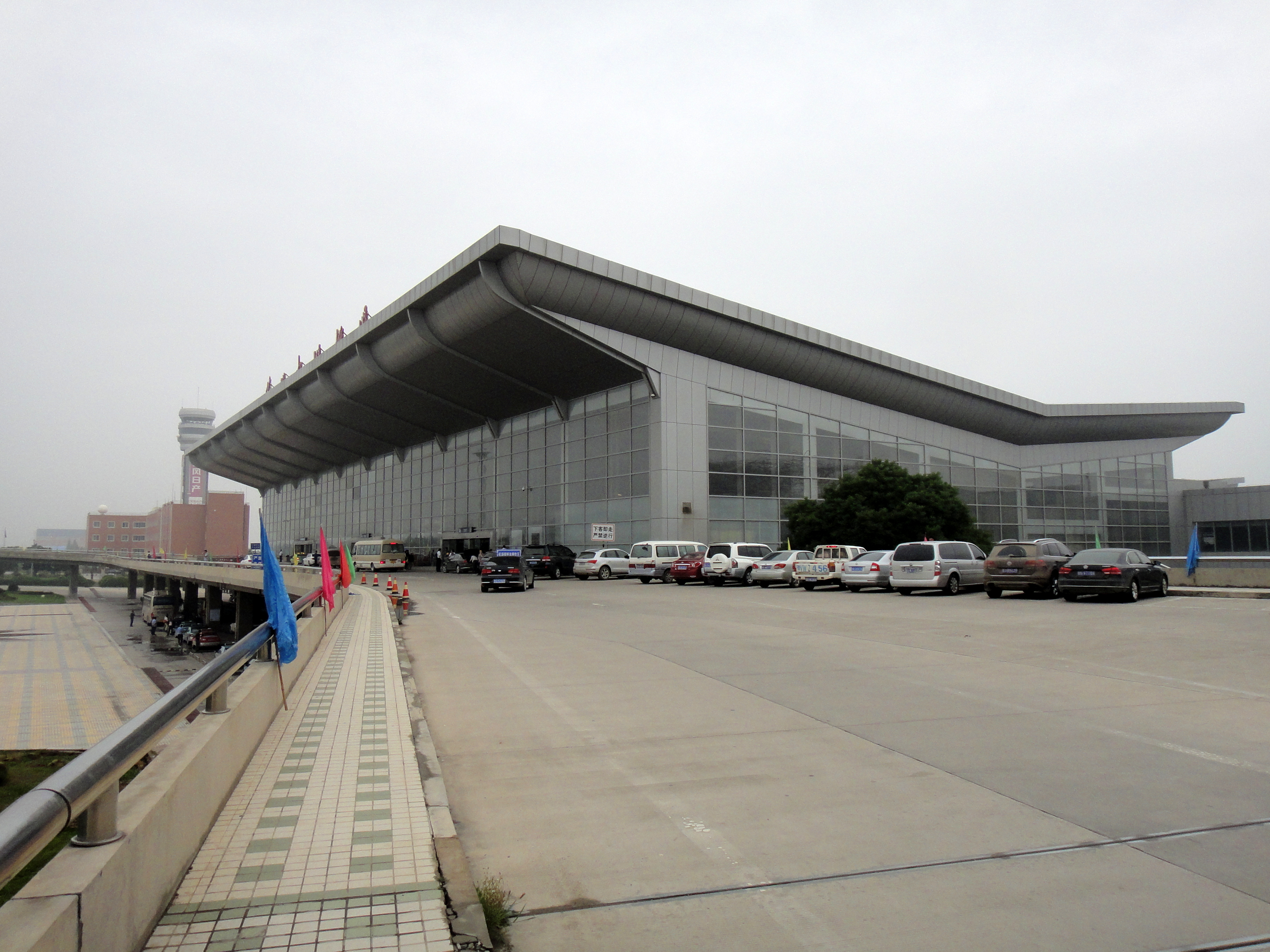
T1航站楼
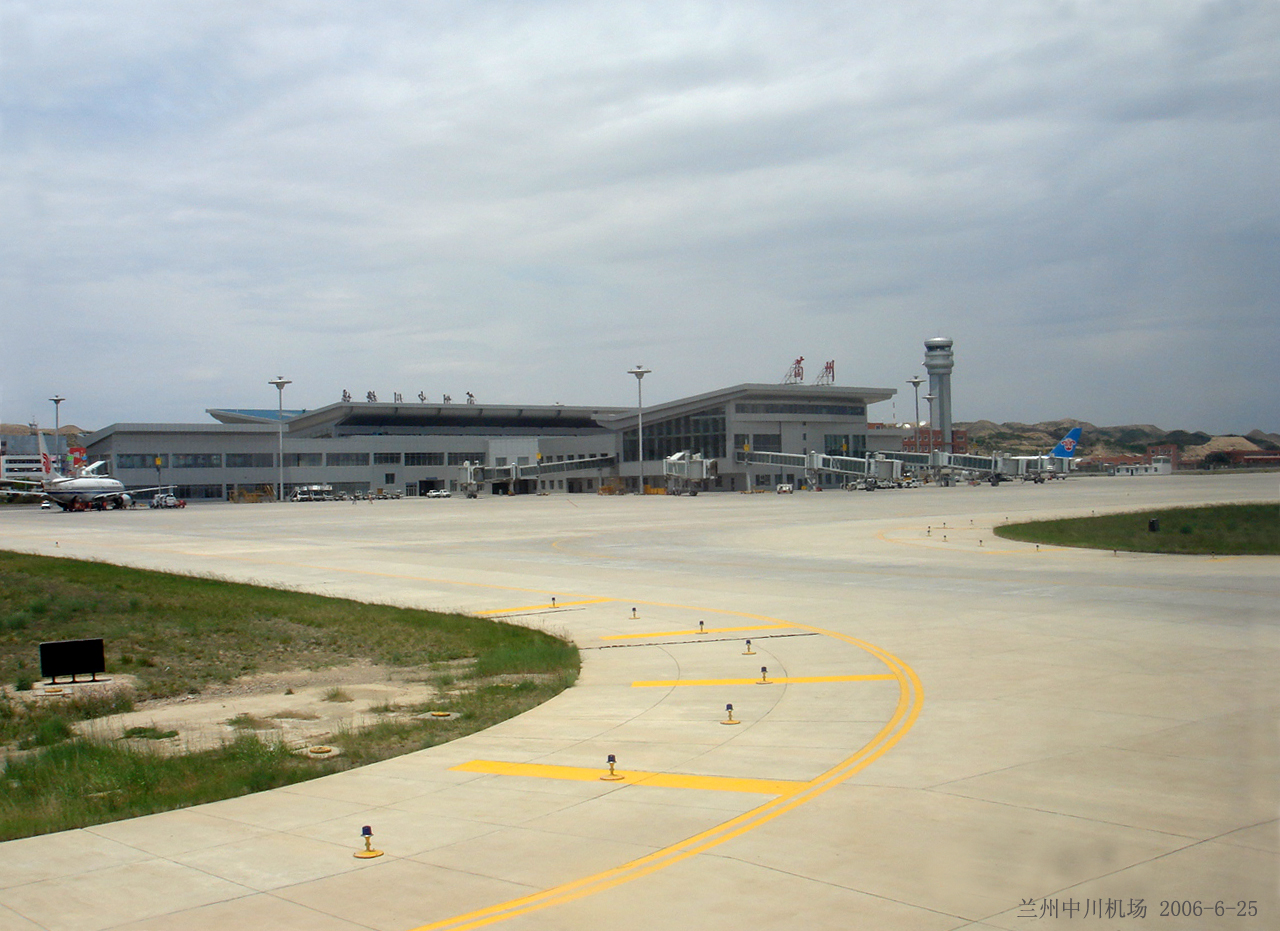
T1航站楼空侧
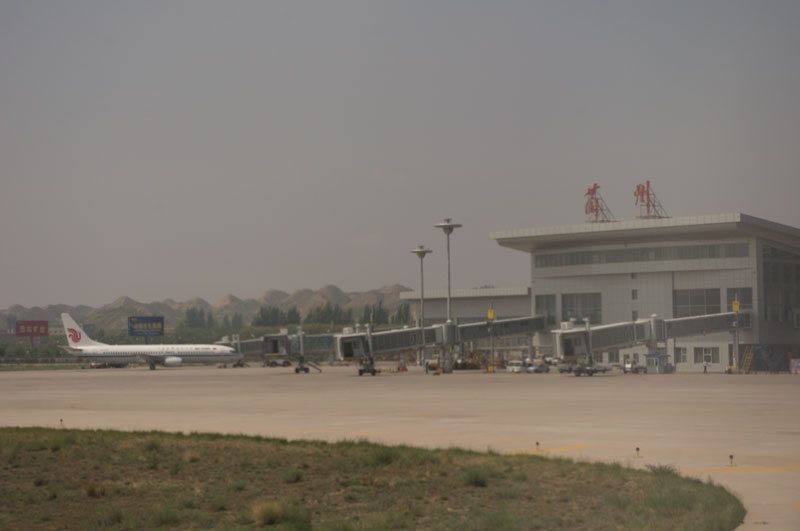
T1航站楼
T1航站楼
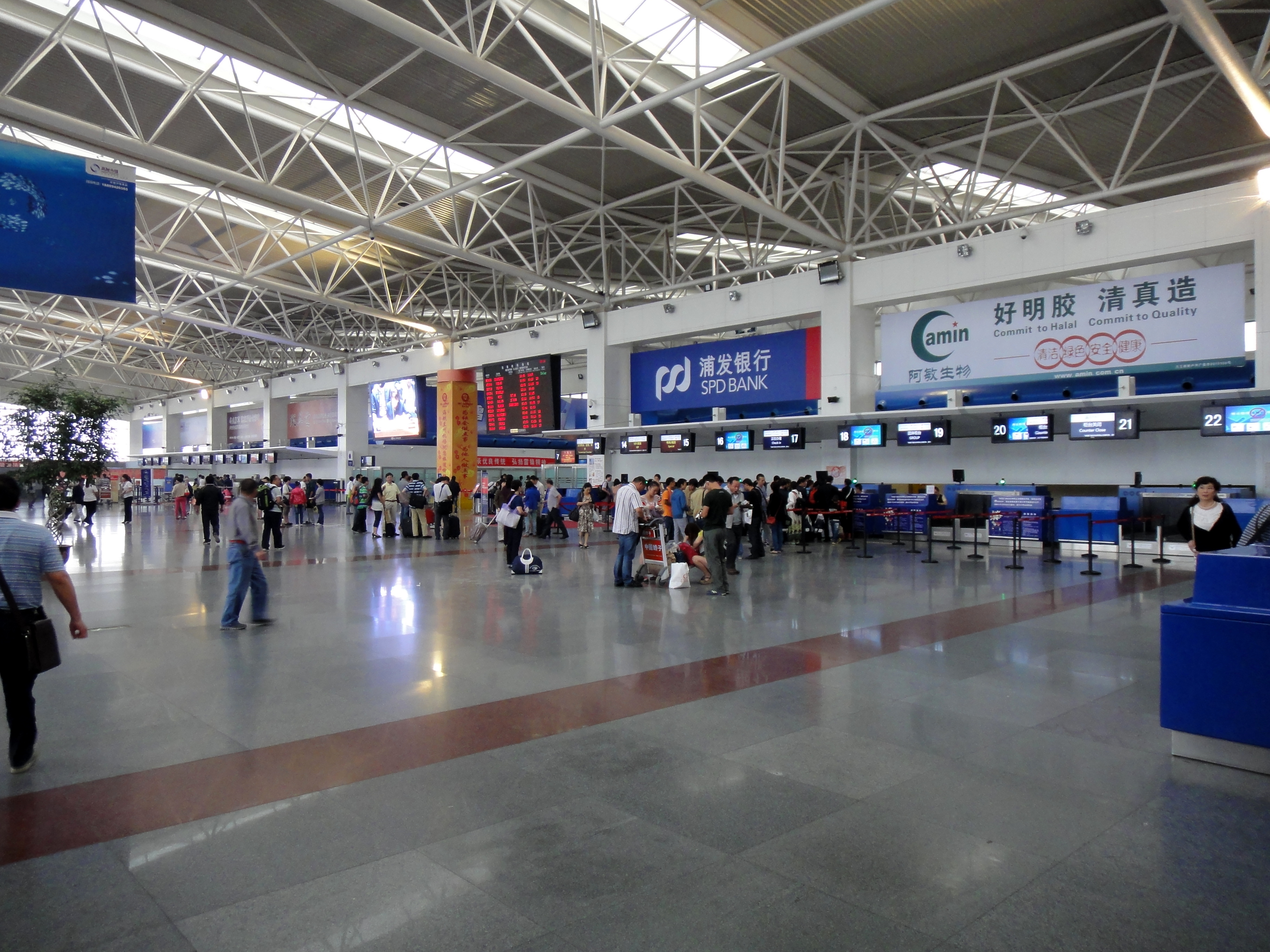
T1航站楼二楼出发大厅

#### T2航站楼

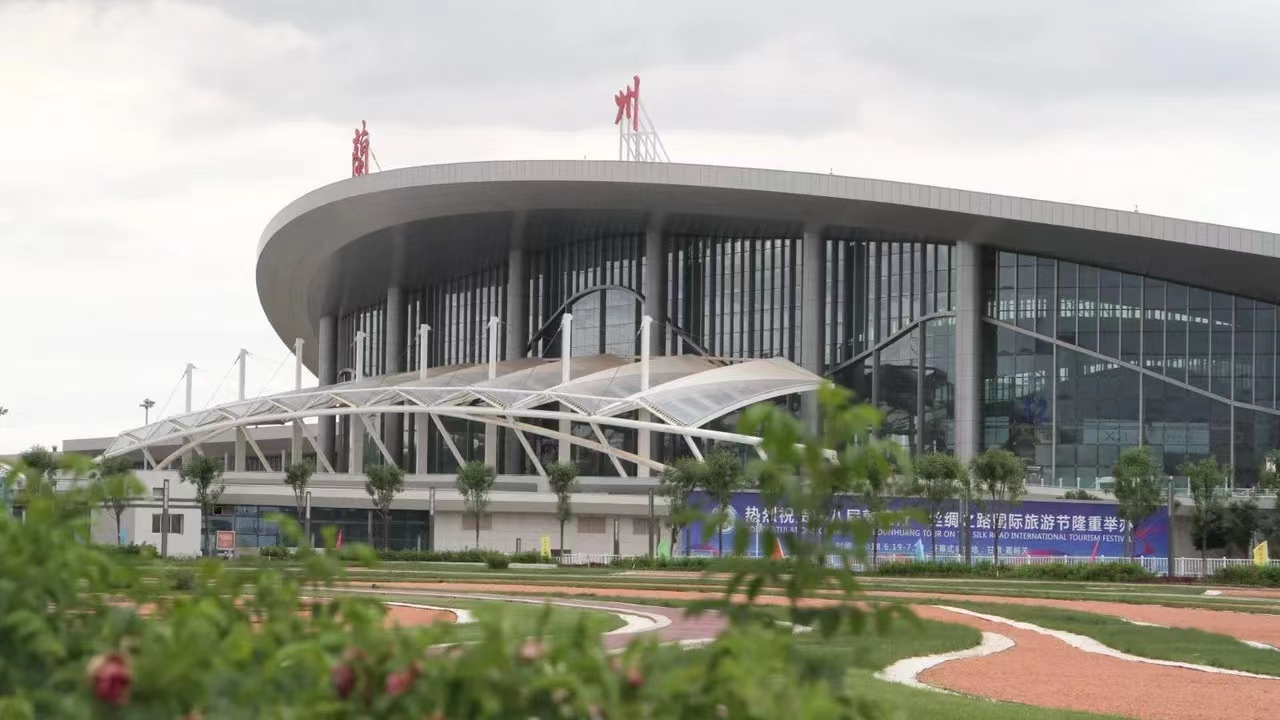
运营中的T2航厦（2021年5月）

T2航站楼总体造型为黄河边一只展翅飞翔的鸿雁。位于现有T1航站楼的南侧。面积61100㎡，容量可满足2016年旅客吞吐量约650万人次需要。采用两层（局部3层）的T型指廊式构型，指廊设置6个D类机位和3个C类机位，包括12个旅客登机口、30个值机柜台、9个登机廊桥。

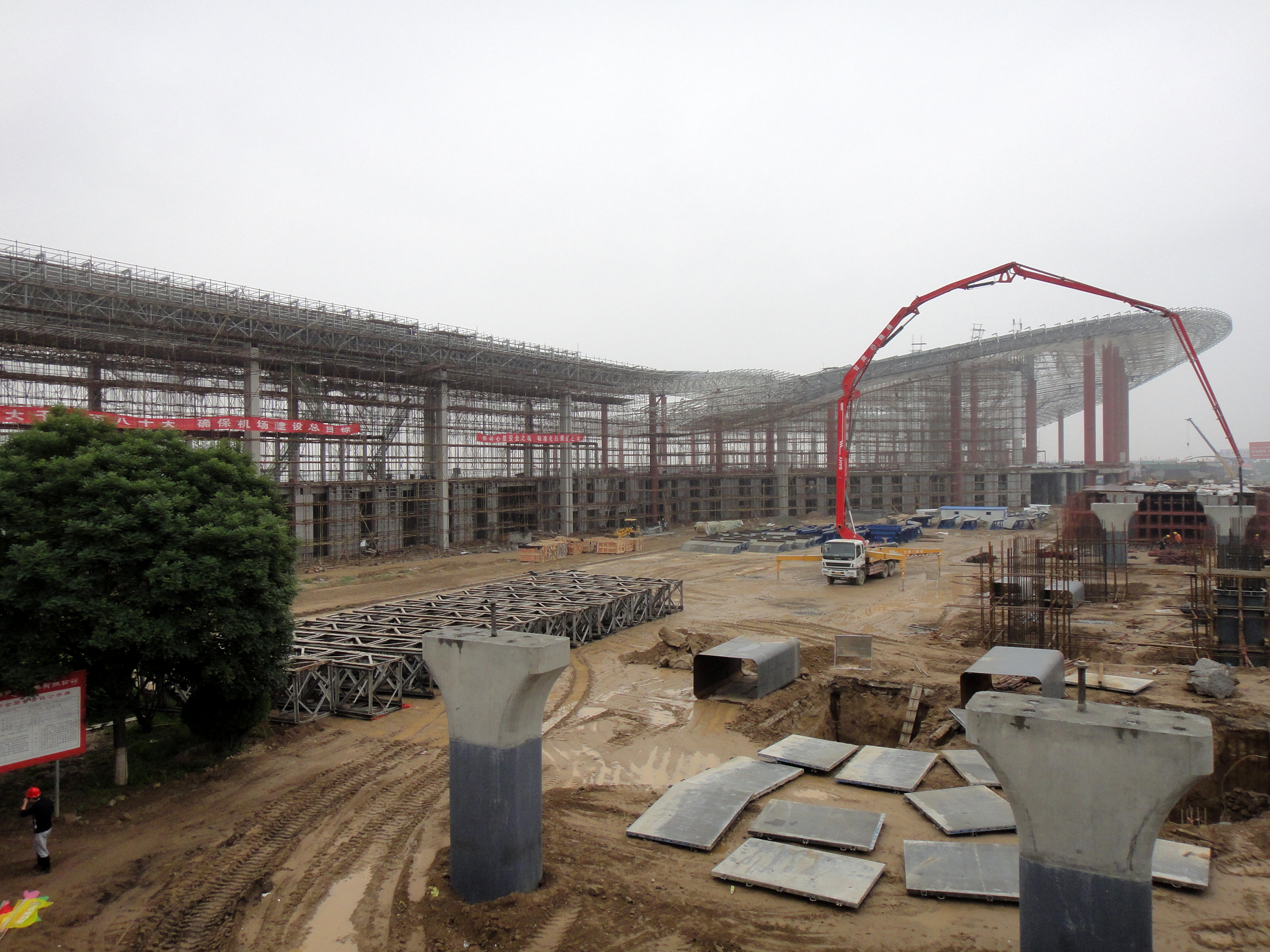
正在建设中的T2航站楼（2013年7月）

#### T3航站楼

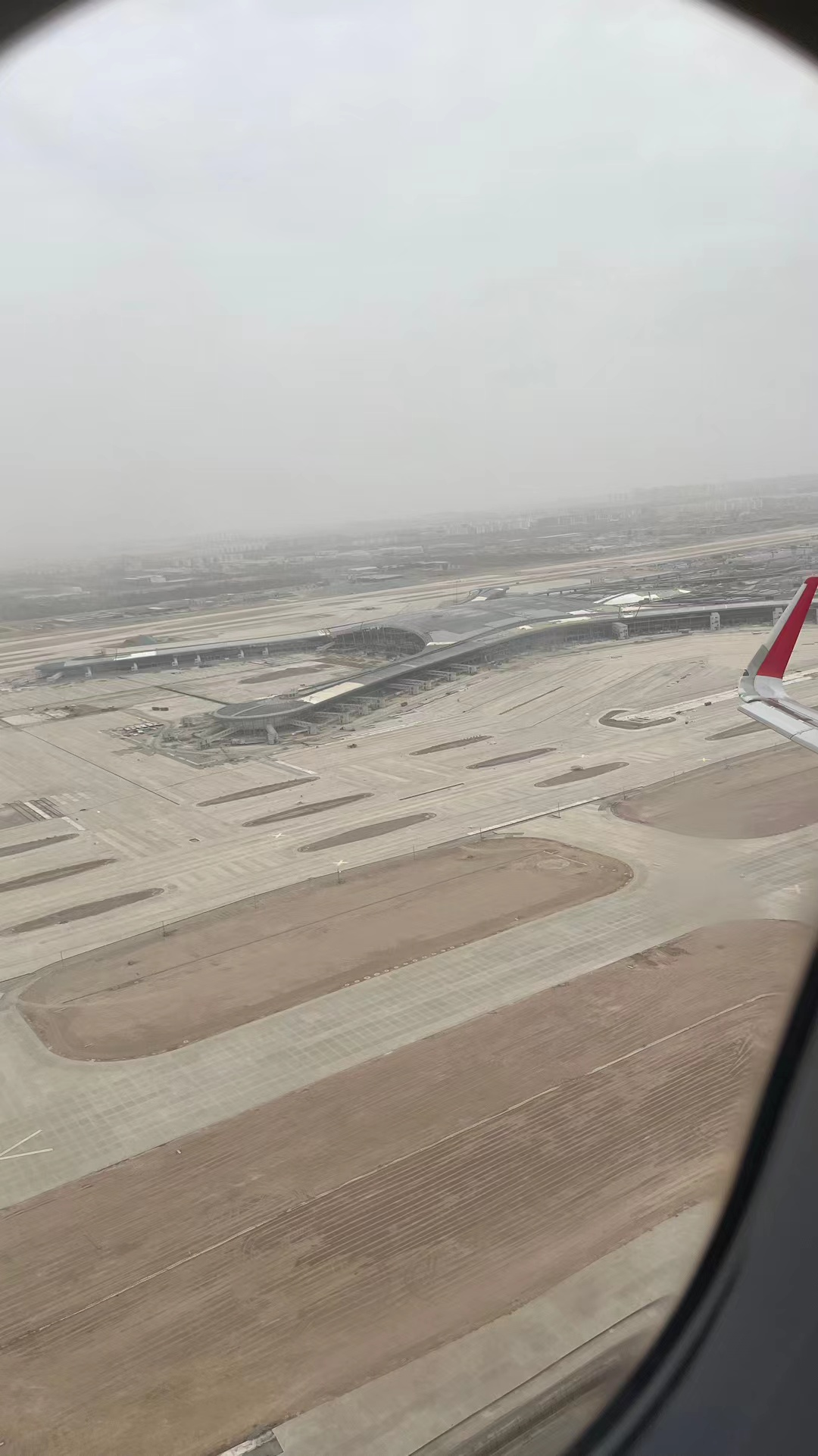
在建中的T3航站楼（2023年5月）

2021年3月28日，中川机场T3航站楼钢结构架设开工。
T3航站楼面积将达到40万平方米。新建航站楼共有A、B、C、D四条指廊，是航站楼重要组成部分，每条指廊长117米、宽90米，屋盖投影面积20.45万平方米，建筑面积39.73万平方米。根据总体计划，兰州中川国际机场三期航站楼工程钢结构将于2022年底实现全面封顶。
2023年2月18日，兰州中川国际机场T3航站楼主体结构合拢。
兰州中川国际机场T3航站楼于2025年3月20日转场投运，配套工程兰中城际铁路中川机场东站一并投入运营。

### 跑道
该机场现有跑道长4000米，宽60米，飞行区等级为4E。
新建2条长4000米、宽45米的跑道，在2025年3月20日已经投入运营。

## 航空公司與目的地

### 境內航線
| 航空公司     | 目的地 |
| ------------ | --- |
| 中国东方航空 | 北京/大兴、上海/虹桥、上海/浦东、成都/天府、西安、长沙、武汉、合肥、贵阳、昆明、太原、郑州、济南（經西安）、南京、广州、惠州、杭州、福州（經長沙）、深圳（經西安/武漢/鄭州）、寧波（經武漢）、大連、無錫、敦煌、嘉峪关、吕梁、张家界、长春（經鄂尔多斯）、潮汕（經長沙）、青岛（經太原）、溫州（經鄭州）、西双版纳（經昆明） |
| 海南航空     | 海口（經绵陽/桂林）、北京/首都、乌鲁木齐、贵阳、昆明、桂林、石家庄、南昌、廈門、广州、杭州、深圳、珠海（經南昌）、大連、绵阳、三亞（經貴陽）、長春（經石家莊）、临汾、阿克苏、库车 |
| 中国南方航空 | 乌鲁木齐、喀什、贵阳、武汉、长沙、广州（直飛或經長沙）、海口、济南、杭州、沈阳、深圳、南宁、大連（經濟南）、珠海（經貴陽） |
| 春秋航空     | 上海/虹桥、上海/浦东、乌鲁木齐、石家庄、南昌、廈門、寧波、深圳、沈阳、南阳、遵义、潮汕、北海 |
| 厦门航空     | 廈門、衡陽、泉州（經武漢）、福州（經長沙）、天津、杭州、武汉、长沙、郑州、贵阳、大連（經天津） |
| 四川航空     | 成都/天府、重庆、天津、乌鲁木齐、贵阳、昆明（經重慶）、杭州、哈爾濱、敦煌、嘉峪关、三亞（經貴陽） |
| 乌鲁木齐航空 | 乌鲁木齐、敦煌、长沙、合肥、郑州、连云港、武汉、喀什、阿克苏、贵阳、昆明、海口 |
| 瑞丽航空     | 呼和浩特、包头、昆明、乌鲁木齐、武汉、沈阳（經呼和浩特）、南宁、西双版纳（經停丽江） |
| 西藏航空     | 拉萨、太原、石家庄、南昌（經麗江）、哈爾濱、杭州、麗江、林芝、煙臺（經太原） |
| 中国国际航空 | 北京/首都、天津、上海/浦东、成都/双流、成都/天府、杭州 |
| 吉祥航空     | 上海/虹桥、上海/浦东、南京、张掖、金昌、溫州 |
| 东海航空     | 郑州、深圳、珠海、安順、宜昌、慶陽、南通（经停郑州） |
| 北部湾航空   | 长沙、济南、南宁、毕节、遵义、十堰、海口（經停泸州） |
| 首都航空     | 南京、南宁、杭州、三亞（經南寧） |
| 山东航空     | 济南、郑州、廈門（經鄭州）、青岛 |
| 天津航空     | 天津、乌鲁木齐、呼和浩特、慶陽 |
| 祥鹏航空     | 昆明、乌鲁木齐、绵阳、麗江（經绵陽） |
| 青岛航空     | 青岛、乌鲁木齐、银川、敦煌、西双版纳（經宜賓） |
| 上海航空     | 上海/虹桥（經鄭州）、上海/浦东、乌鲁木齐、郑州 |
| 成都航空     | 成都/双流、贵阳、金昌、张掖 |
| 深圳航空     | 深圳、乌鲁木齐、南京 |
| 中國聯合航空 | 北京/大興（經慶陽）、慶陽 |
| 福州航空     | 福州、洛阳 |
| 西部航空     | 重庆、乌鲁木齐 |
| 华夏航空     | 重庆、溫州 |
| 长龙航空     | 杭州（經绵陽）、绵阳 |
| 重慶航空     | 重庆、溫州（經重慶） |
| 桂林航空     | 桂林 |
| 河北航空     | 石家庄 |
| 湖南航空     | 南昌 |
| 金鵬航空     | 深圳 |
| 九元航空     | 广州 |
| 长安航空     | 惠州 |

### 港澳台/國際航線
| 航空公司     | 目的地                                                                    |
| ------------ | ------------------------------------------------------------------------- |
| 中国东方航空 | 香港、名古屋/中部（經停上海/浦東）、曼谷/蘇凡納布、普吉、吉隆坡（經昆明） |
| 吉祥航空     | 曼谷/廊曼、萬象                                                           |
| 春秋航空     | 曼谷/廊曼、大阪/關西（经停上海/浦东）                                     |
| 乌鲁木齐航空 | 芽庄                                                                      |
| 海南航空     | 新加坡（經海口）                                                          |

### 朝覲航線
| 航空公司     | 目的地 |
| ------------ | ------ |
| 中国国际航空 | 麦地那 |

## 统计
请参阅源Wikidata查询.

## 机场交通

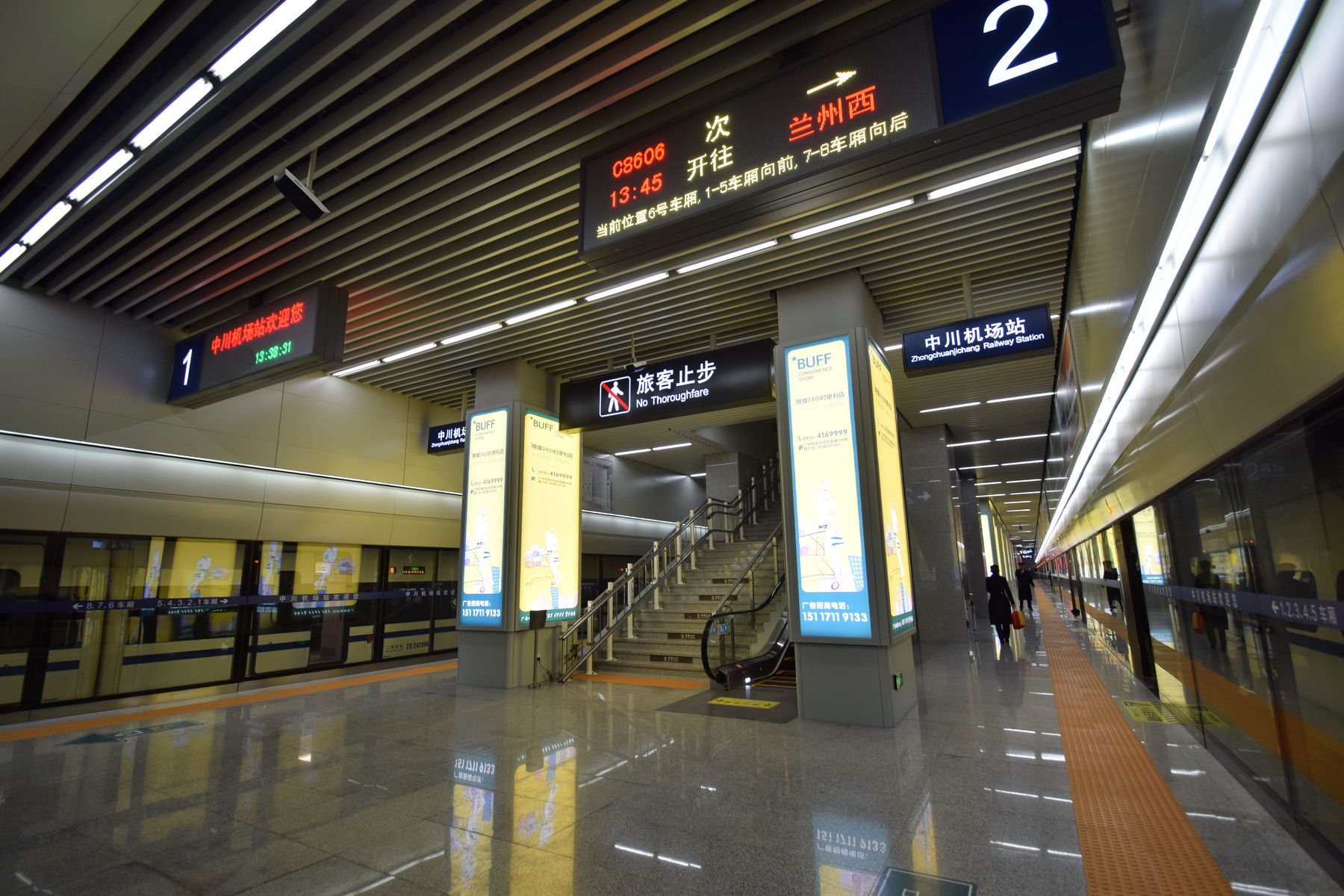
蘭張三四線鐵路中川机场站，現已關閉停運

### 机场巴士
- 1号线

途经：万达什字、东方大酒店（地铁兰州大学站）、兰州站。运营时间：全天24小时。票价¥30。
- 2号线途经：恒大绿洲、大沙坪、中川桥南、新胜利宾馆。运营时间：往市区：10:00-21:00；往机场：8:00-18:00。票价¥30。
- 3号线途经：西沙大桥、砂之船、深安大桥、甘肃农业大学、银滩大桥、金牛街、黄河家园、柳家营什字、兰州西站。运营时间：9:30-次日1:00。票价¥30。
- 机场专线兰州客运中心（邻近火车站）–兰州中川机场。运营时间：往机场：8:30、10:30、15:00、17:00；往市区：8:30、10:30、15:00、17:00。

### 計程車
兰州計程車起步价为¥10（3公里内），超出3公里每公里加收¥2；夜间起步价为¥12，超出3公里每公里加收¥2.4。乘坐計程車到机场费用为¥150左右，车程约一小时。

### 铁路
兰州至中川机场铁路连接兰州西站（七里河区）、兰州站（城关区）及中川机场T3航站楼，已于2015年9月30日正式开通运营，使用车型为复兴号CR200J型动力集中型电力动车组。
运行区间：兰州站-兰州西站-西固站-兰州新区站-中川机场东站